# برمنسيون شعاعي
برمنسيون شعاعي (الاسم العلمي: Prymnesium radiatum) هو نوع من الأسناخ صبغية يتبع جنس البرمنسيون من الفصيلة البرمنسيونية.